# Estació base

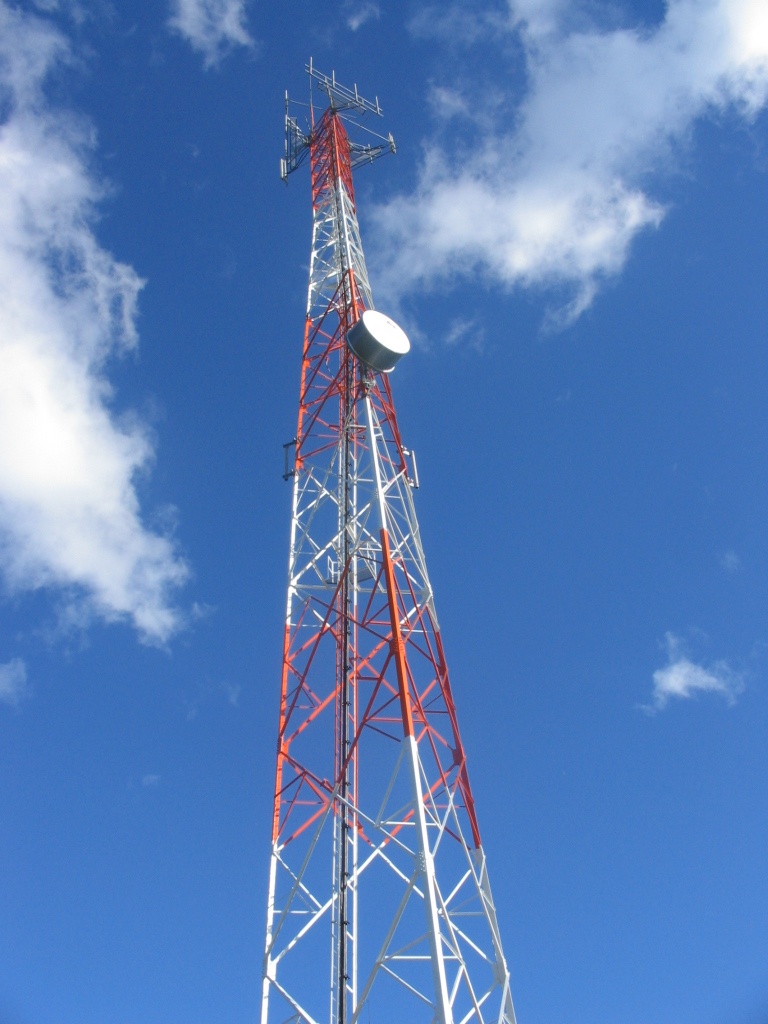
Fotografia d'una estació base de telefonia mòbil.

En comunicacions per ràdio, una estació base és una instal·lació fixa de ràdio per a la comunicació bidireccional. S'usa per comunicar amb una o més ràdios mòbils o portàtils. Les estacions base generalment serveixen per a connectar ràdios bidireccionals de baixa potència, com ara la d'un telèfon mòbil, un telèfon sense fil o una ordinador portàtil amb una targeta WiFi. L'estació base serveix com a punt d'accés a una xarxa de comunicació fixa (com la Internet o la xarxa telefònica) o perquè dos terminals es comuniquin mitjançant l'estació base.
A l'àrea de les xarxes informàtiques sense fils (WiFi o WiMAX), una estació base és un transmissor/receptor de ràdio que serveix com a nexe (hub) de la xarxa d'àrea local sense fils. També pot servir com a passarel·la entre les xarxes sense fils i fixa.
En el context de la telefonia mòbil, una estació base (en anglès: base transceiver station, BTS) disposa d'equips transmissors/receptors de ràdio a la banda de freqüències d'ús (900/1800 MHz) que són els que realitzen l'enllaç amb l'usuari que efectua o rep la trucada (o el missatge) amb un telèfon mòbil. Les antenes utilitzades es solen situar al capdamunt de la torre (si s'escau), d'edificis o turons per donar una millor cobertura, sent del tipus dipol. Sol estar composta per un pal al qual estan units tres grups d'una o diverses antenes equidistants. L'ús de diverses antenes produeix una diversitat de camins radioelèctrics que permet millorar la recepció de la informació.
A més, l'estació base disposa d'algun mitjà de transmissió, via ràdio o cable, per efectuar l'enllaç amb la central de commutació de telefonia mòbil automàtica, que al seu torn encamina la trucada cap al telèfon destinació, sigui fix o mòbil. En general, aquestes estacions disposen també de bateries elèctriques, capaces d'assegurar el funcionament ininterromput del servei. En zones densament poblades hi ha moltes estacions base, properes entre si (cèl·lules petites). Les freqüències s'han d'organitzar i reutilitzar de forma acurada, ja que són escasses, pel que cada EB transmet amb poca potència per tal que no es produeixin interferències d'una cèl·lula amb una altra cèl·lula propera que empri les mateixes freqüències. En canvi, a les zones de baixa densitat de població les estacions base estan allunyades unes de les altres i transmeten a elevada potència per assegurar la cobertura en una cèl·lula extensa.